# Kendra Wilkinson
Kendra Leigh Baskett z domu Wilkinson (ur. 12 czerwca 1985 w San Diego) – amerykańska modelka, występowała w programie telewizyjnym The Girls Next Door, (dawniej The Girls of The Playboy Mansion). W latach 2009–2011, miała swój własny program, Kendra.

## Życie prywatne
Kendra pochodzi z San Diego. Jest jedną z dwojga dzieci Wilkinsonów. Jej matka Patti, pochodzi z Cherry Hill New Jersey. Jej ojciec nazywa się Eric Wilkinson. Kendra Wilkinson ma młodszego brata, Collina.
27 czerwca 2009 poślubiła gracza Philadelphia Eagles, Hanka Basketta. 11 grudnia 2009 urodziła syna, Hanka Basketta IV, a 16 maja 2014 córkę, Alijah Mary.

## Filmografia (wybrane)
- 2005: Playboy: Hef’s Halloween Spooktacular (dokumentacja)
- 2006: Straszny film 4
- 2008: Króliczek
- 2010: Kendra Exposed
- 2013: Straszny film 5

## Programy telewizyjne
- 2005–2009: The Girls Next Door,  (82 odcinki)
- 2005: Las Vegas, (w jednym odcinku)
- 2005: Ekipa, (w jednym odcinku)
- 2005: Pohamuj entuzjazm, (w jednym odcinku)
- 2006: The Late Late Show with Craig Ferguson
- 2007: Szpital miejski, (w jednym odcinku)
- 2007: Celebrity Rap Superstar
- 2009: Jak poznałem waszą matkę, (w jednym odcinku)
- 2009–2011: Kendra, (43 odcinki)
- 2011: Dancing with the Stars. Taniec z gwiazdami, (13 odcinków)
- 2012–2013: Kendra on Top, (28 odcinków)
- 2013: Świat według Mindy, (w jednym odcinku)
- 2014: I’m a Celebrity… Get Me Out of Here!

## Wideo
- Akon feat. Eminem – "Smack That"
- Nickelback – "Rockstar"